# Palpares sinicus
Palpares sinicus är en insektsart som beskrevs av C.-k. Yang 1986. Palpares sinicus ingår i släktet Palpares och familjen myrlejonsländor. Inga underarter finns listade i Catalogue of Life.